# مایا سار
مایا سار (به انگلیسی: Maya Sar) (زاده ۱۲ ژوئیهٔ ۱۹۸۱) خواننده اهل بوسنی و هرزگوین است.
او در مسابقه آواز یوروویژن ۲۰۱۲ نماینده بوسنی و هرزگوین بود.